# A Ferrer i Guàrdia
A Ferrer i Guàrdia és un monument en memòria del pedagog Francesc Ferrer i Guàrdia, col·locat al parterre del centre de la plaça d'Anna Gironella, al recinte Mundet del barri de Montbau de Barcelona. Es tracta d'una reproducció en bronze del bust de Ferrer i Guàrdia que va fer l'escultor Josep Cardona i Furró l'any 1902, sobre una base de pedra amb una placa metàl·lica amb la inscripció:'A Ferrer i Guàrdia en el centenari de l'Escola Moderna'. Es va col·locar en aquesta ubicació, al costat del pavelló de Llevant on hi ha els despatxos dels departaments de la Divisió de Ciències de l'Educació, el 23 d'abril de 2002, per a commemorar el centenari de la creació de l'Escola Moderna, que Ferrer i Guàrdia va fundar. L'obra original la conservava una família de Calafell, com a herència d'un avantpassat mestre.
Els retrats de Josep Cardona, sembla que sota la influència de Pavel Trubetskoj, escultor italià d'origen rus seguidor de Rodin, són de gust impressionista, quasi improvisat, amb unes línies fugaces, senzilles però no mancades d'elegància, que plasmen a la perfecció els trets del personatge, conservant el seu aire peculiar, la seva personalitat, que en el cas de Ferrer i Guàrdia s'observa en la mirada enlairada i confiada. Hi ha també una certa propensió a un expressionisme basat en l'exageració de la geometrització dels trets facials, llavis, celles, pòmuls, etc.